# 이복본
이복본(李福本, 1911년 ~ 1950년)은 일제강점기와 대한민국의 가수이다. 1933년 조선연극사 공연무대에 처음 올랐으며 1934년 안종화 감독의 영화 '청춘의 십자로'에 출연하는 등 서울의 극단 '무랑루쥬' 소속으로 "한국 최초의 재즈가수"라고 부르기도 한다. 하지만 6.25 전쟁 당시 서울 수복 전투 도중 조선인민군에게 납북되었으며 이후 실종되었고 사망했다고 추정하고 있다.

## 영화
- 1935년 <무화과>
- 1935년 <그림자>

## 곡
- 1936년 <재미있는 노래>